# Triatlón

Símbolo olímpico del triatlón.

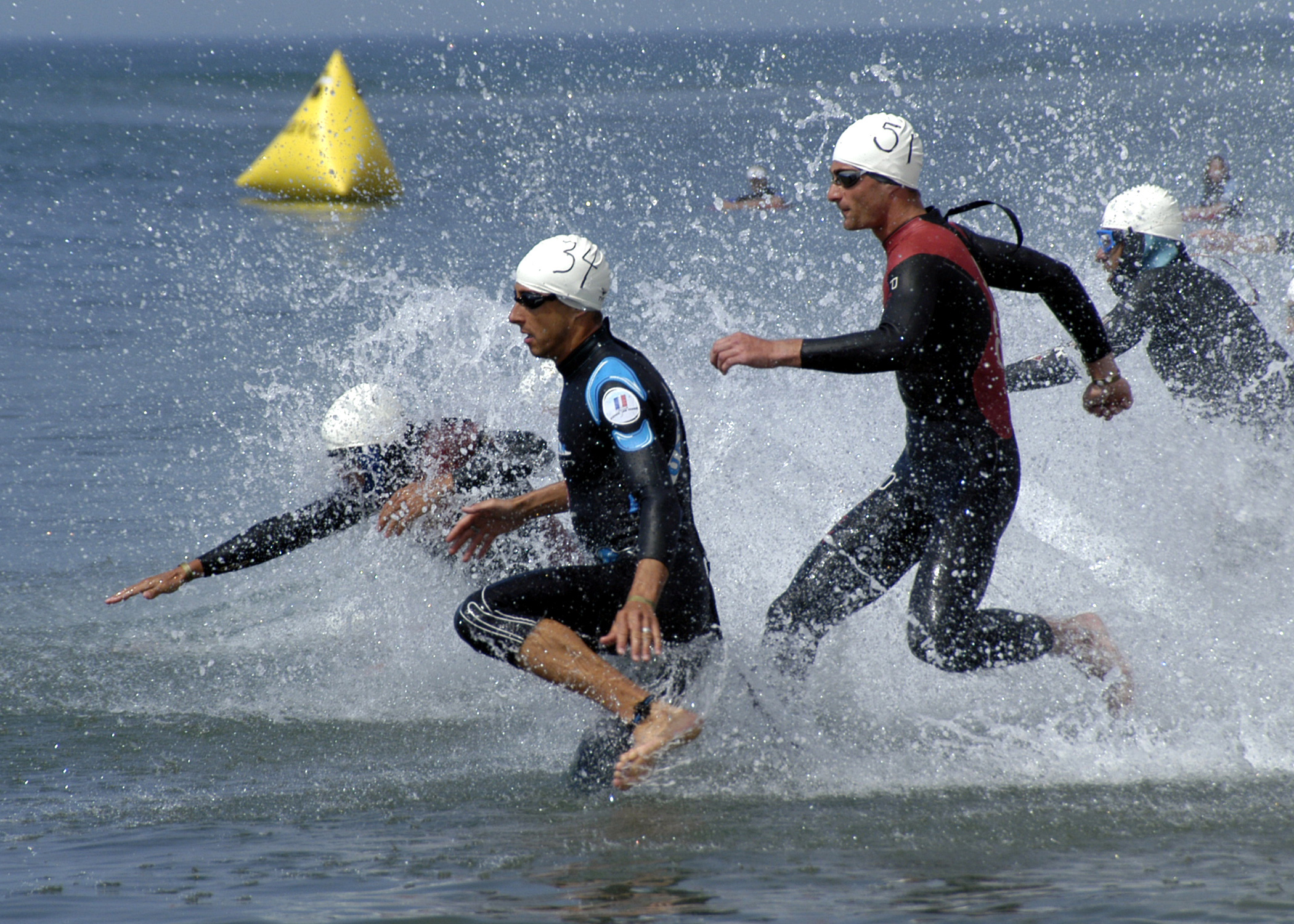
Triatletas en nado.

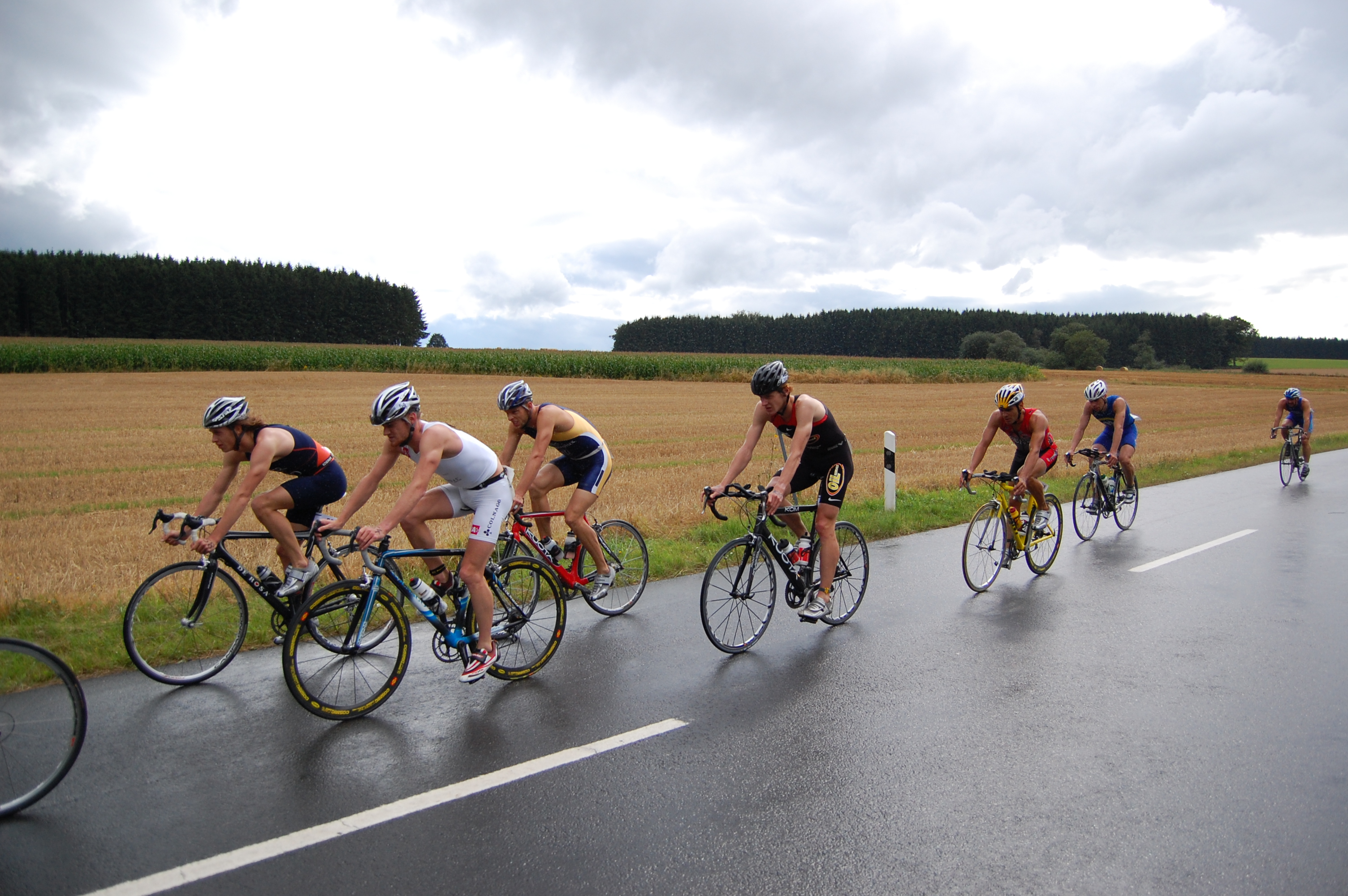
Triatletas en la etapa del ciclismo.

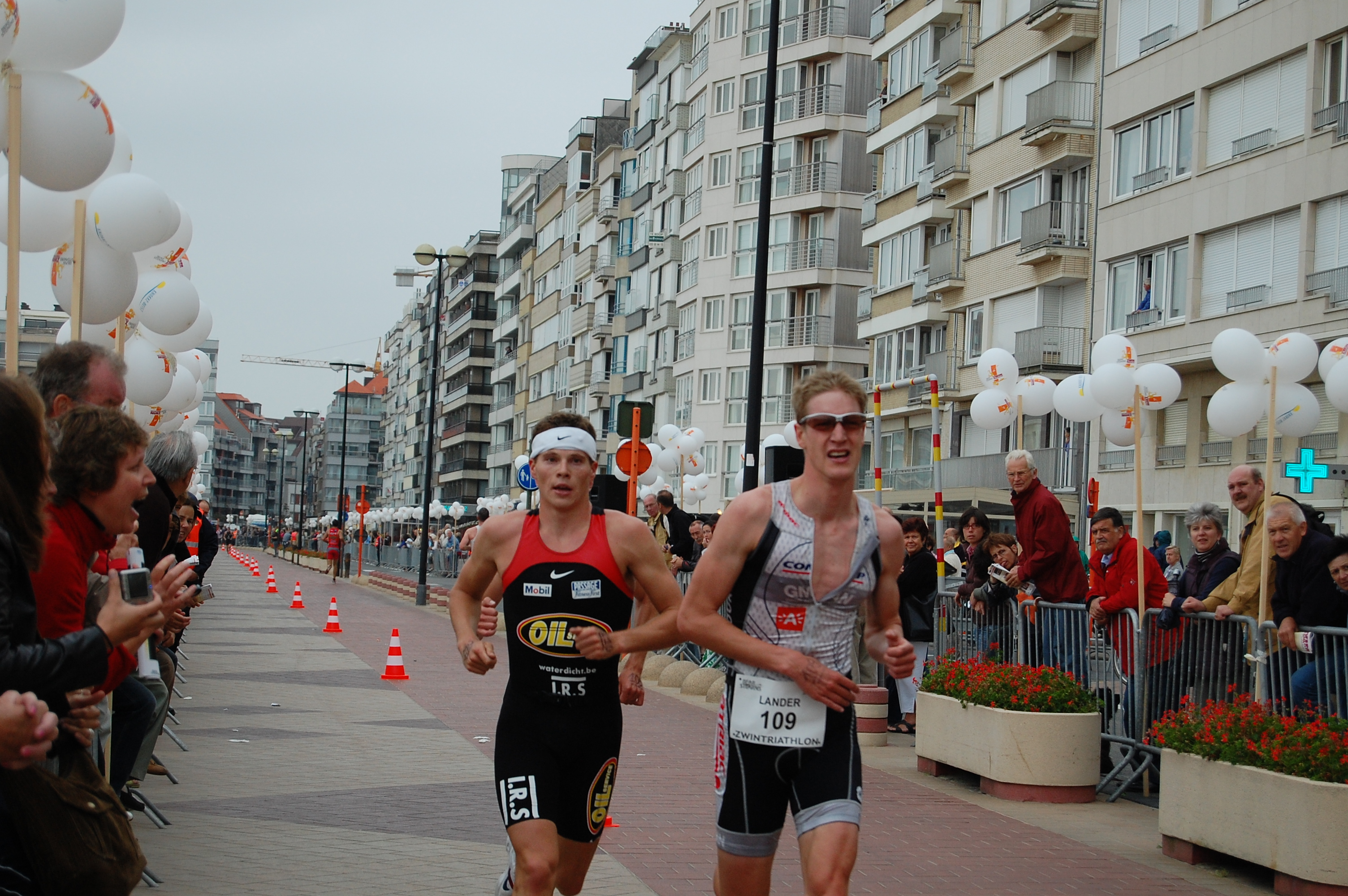
Triatletas en la fase de carrera a pie.

El triatlón es un deporte que implica la realización de 3 disciplinas deportivas, natación, ciclismo y carrera a pie, que se realizan en orden y sin interrupción entre una prueba y la siguiente. El tiempo que el triatleta tarda en cambiar de una disciplina a la siguiente se denomina transición. la transición de natación a ciclismo se conoce como T1 y la de ciclismo a carrera a pie como T2.
Las carreras de triatlón se clasifican en varias modalidades según: su distancia habiendo corta y larga distancia, si el circuito de ciclismo es en carretera o cross (por caminos y montaña) y si permiten el drafting (ir a rueda de otro corredor en el segmento de ciclismo).
Dentro de cada modalidad las competiciones más conocidas son:
- Series mundiales de triatlón (conocidas como WTS por sus siglas en inglés): Campeonato mundial de varias carreras de corta distancia donde el ciclismo es en carretera y con drafting. El ganador del campeonato es el triatleta que obtenga más puntos tomando los 5 mejores resultados obtenidos en las pruebas de la temporada.
- Ironman: Campeonato de distancia ironman donde no se permite el drafting. El ganador del campeonato es el vencedor del Ironman de Kona. Las plazas para correr este triatlón se otorgan a los primeros clasificados en alguna de las otras pruebas del circuito Ironman.
- Xterra: Campeonato de corta distancia en modalidad triatlón cross. El ganador del campeonato es el vencedor del Triatlón de Maui. Las plazas para correr este triatlón se otorgan a los primeros clasificados en alguna de las otras pruebas del circuito Xterra.

El triatlón se convirtió en deporte olímpico en los Juegos Olímpicos de Sídney 2000 en la modalidad de corta distancia con drafting.
Dentro de la federación de triatlón se agrupan otros deportes que también se basan en la unión de varias disciplinas deportivas como el duatlón (carrera a pie-ciclismo-carrera a pie), acuatlón (carrera a pie-natación-carrera a pie) o triatlón de invierno (carrera a pie-ciclismo-esquí de fondo).
Dependiendo de la distancia del triatlón, tiene un nombre u otro:
- Distancia SuperSprint: 350m de natación + 10km de ciclismo + 2,5km de carrera a pie
- Distancia Sprint: 750m de natación + 20km de ciclismo + 5km de carrera a pie
- Distancia Estándar u Olímpica: 1,5km de natación + 40km de ciclismo + 10km de carrera a pie
- Media Distancia: 1,9-3km de natación + 80-90km de ciclismo + 20km de carrera a pie
- Larga Distancia: 1-4km de natación+ 100-200km de ciclismo+ 42km de carrera a pie (a este tipo pertenece el Ironman)
- Ultraman: 10km de natación + 415km de ciclismo+ 85km de carrera a pie (estos triatlones son los únicos en los que no se hacen todas las disciplinas seguidas. Se dividen en 3 días: el primer día se hace la natación y 145km de ciclismo, el segundo día se hacen los 270km de ciclismo restantes y el tercer día se corren 85km)

La complejidad del triatlón radica en la necesidad de poder adquirir un dominio técnico y físico correcto en tres disciplinas diferentes, así como en sus grandes exigencias fisiológicas. Ellas son la base para poder llevar a cabo un posterior trabajo a nivel táctico que interrelacione las tres.

## Historia

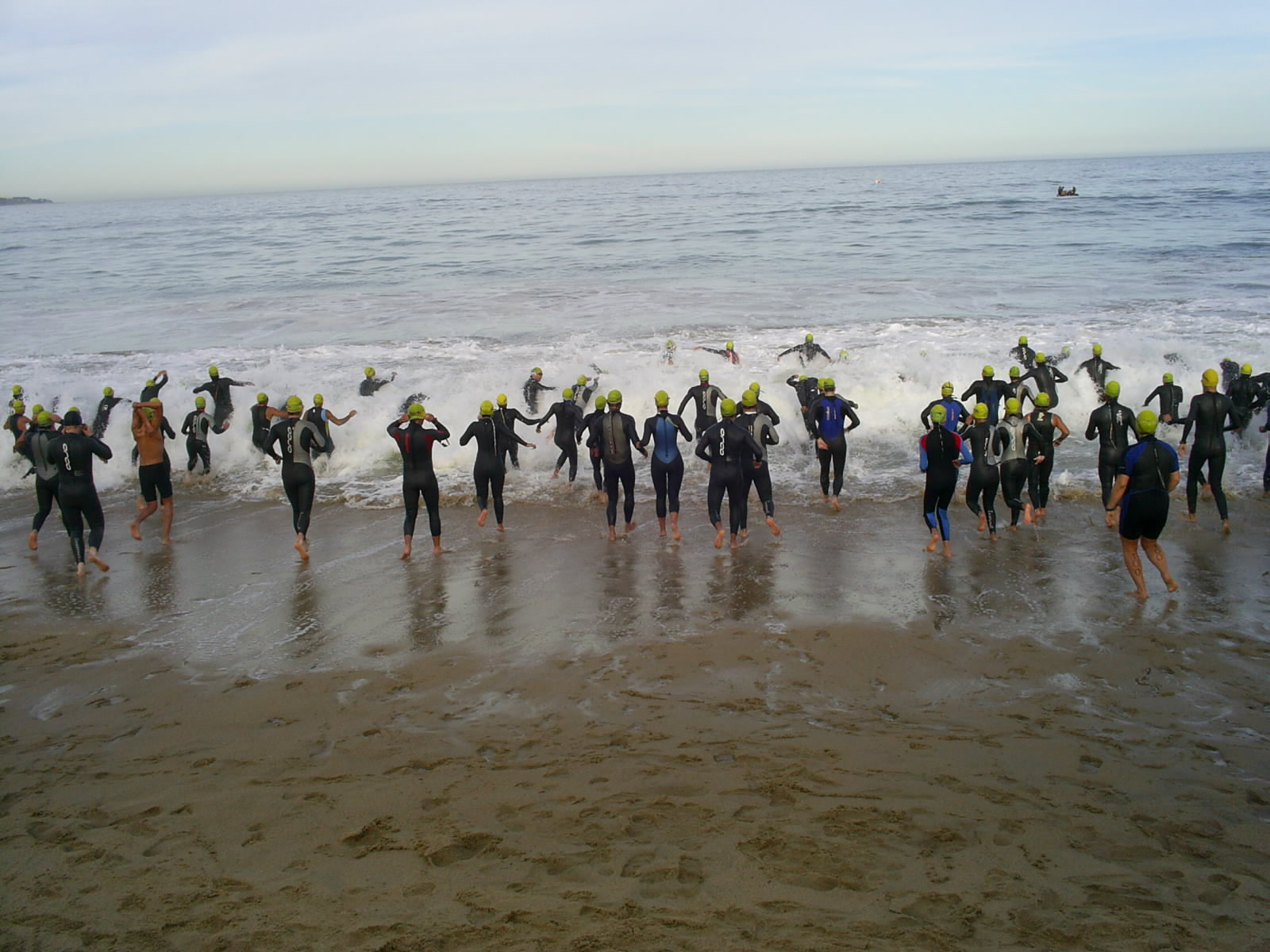
Entrada al agua en un triatlón.

Según el triatleta, historiador y escritor Scott Tinley, el origen del triatlón anecdóticamente es atribuido a una carrera en Francia durante los años 1920 - 1930 que recibía los nombres de "Les trois sports", "La Course de Débrouillards" y "La course des Touche à Tout". Desde 2010, esta carrera se celebra cada año en Francia, cerca de Joinville-le-Pont, en Meulan y en Poissy. 
En 1920 el periódico francés L'Auto informó acerca de un concurso llamado Les Trois sports, que tenía el orden inverso respecto al del triatlón actual, con una carrera inicial de tres kilómetros a pie, al cual le seguían 12 km en bicicleta y se finalizaba con el nado en el canal Marne. Las tres pruebas se llevaban a cabo sin interrupción. También hay artículos en los periódicos franceses sobre una carrera en Marsella en 1927. Hay un artículo de 1934 sobre Les Trois sports (los tres deportes) en la ciudad de La Rochelle, una carrera con natación (aproximadamente 200 m), el ciclismo (10 km) alrededor del puerto de La Rochelle y el parque de Laleu, y (3 km) se finalizaba con una carrera (1200 m) en el estadio André Barbeau.

### Historia moderna
Desde la década de 1930 muy poco se volvió a escuchar acerca de triatlón, hasta 1974, cuando se realizó en San Diego, California, la Mission Bay Triathlon que tenía un orden inverso al actual (carrera a pie, ciclismo y natación). Contó con el patrocinio del San Diego Track Club donde un grupo de amigos había comenzado a entrenar para la prueba. Este fenómeno está bien documentado y no se basa en los eventos franceses sino una idea propia de sus organizadores que fue concebida y dirigida por Jack Johnstone y Don Shananah. La primera Mission Bay Triathlon se celebró el 25 de septiembre de 1974 y dio la bienvenida a 46 atletas.

### Juegos Olímpicos
Este deporte hizo su debut en el programa de los Juegos Olímpicos de Sídney en el año 2000, y cubrió la Distancia Olímpica (natación: 1500 m (0,9 mi) – bicicleta: 40 km (24,9 mi) – carrera: 10 km (6,2 mi)).
La primera prueba olímpica contó con 48 mujeres y 52 hombres, ya que para ese entonces la federación estableció una cuota de participación de 100 atletas. Esto continuó igual en Atenas 2004, y se incrementó a 110 atletas en Pekín 2008.

### Triatlón de larga distancia
La primera carrera moderna de larga distancia en el triatlón con (2,4 millas/3,8 km) natación, (112 millas /180,2 km) ciclismo y una carrera a pie (26,2 millas/42,2 km) fue el Ironman de Hawái, que fue concebido durante la ceremonia de entrega de premios, en 1977, para el Oahu Perimeter Relay (una carrera para 5 equipos de atletas). Entre los participantes había numerosos representantes de la Mid-Pacific Road Runner’s y el Waikiki Swim Club, cuyos miembros habían debatido durante mucho tiempo acerca de quiénes eran los mejores atletas de la isla: los corredores o los nadadores. En esta ocasión, el Comandante de la Marina estadounidense, John Collins, quien estuvo presente en las discusiones, señaló que en un artículo de la revista Sports Illustrated él mismo había declarado que Eddy Merckx, un gran ciclista belga, tenía el más alto nivel de captación de oxígeno (VO2) que cualquier atleta en esos años, así que quizás los ciclistas podían adaptarse mejor que nadie. Collins y su esposa, Judy, habían participado en los triatlones organizados en 1974 y 1975 por el San Diego Track Club en California, así como la Optimist Sports Fiesta Triathlon en Coronado, California, en 1975. Varios de los otros atletas militares que estaban presente en la discusión también estaban familiarizados con las carreras de San Diego, por lo que comprendieron a lo que apuntaba el comandante Collins al sugerir que el debate debía resolverse a través de una carrera que combinara las tres existentes carreras de larga distancia en la isla: la Waikiki Roughwater Swim (3.862 km/2.4 mi), el Around Oahu Bike Race - (115 millas; 180 km- originalmente un evento que se dividía en dos días) y el maratón de Honolulu (26.219 mi./42,195 km). Cabe señalar que nadie había hecho presente el circuito del ciclismo, a fin de que no notaran que la carrera original de ciclismo era de dos días, y no de un día de duración, como se suponía que era el evento que organizaban. Según los cálculos de Collins, el ciclismo podría comenzar en la meta de la Waikiki Rough Water y terminar en el Aloha Tower, el tradicional inicio de la Maratón de Honolulu. Antes de la competición, cada atleta recibió tres hojas de papel anuncio con algunas reglas y la descripción del evento. En letra manuscrita, en la última página aparecía el siguiente exhorto: 
- ¡Natación 2,4 millas! ¡Ciclismo 112 millas! ¡Carrera a pie 26,2 millas! Alardeen por el resto de su vida! Commander Collins (1978).

Por las notorias exigencias de la carrera a realizarse, Collins dijo: «Quienquiera que termine en primer lugar, vamos a llamarlo Ironman.» De los quince hombres que iniciaron en la madrugada de 18 de febrero de 1978, doce terminaron la carrera, y el primer Ironman fue Gordon Haller, que terminó la prueba en 11 horas, 46 minutos y 58 s.
Hoy en día, una serie de triatlones de diversas distancias se celebran en todo el mundo. La distancia "Olímpica" de 1.5/40/10 k fue creada por el director de la carrera de triatlón, Jim Curl a mediados de los 80 después de que él y su socio Carl Thomas produjeron con éxito la U.S. Triathlon Series (USTS) entre 1982 y 1997. La USTS, como se sabe, hizo más accesible los triatlones a más cantidad de personas. El Ironman de Hawái ahora se conoce con el nombre de Campeonato Mundial de Ironman aunque la entidad organizadora de la carrera es la World Triathlon Corporation (WTC) y no la Unión Internacional de Triatlón. La WTC que organiza todos los eventos que se desarrollan bajo la marca Ironman y que sirven como clasificatorios para Hawái. Otros eventos de larga distancia en triatlón que no son organizados por la WTC no puede ser llamados oficialmente «Ironman» ni llevar tampoco el clarificativo inicial de Iron. Esos triatlones pueden describirse simplemente como Full Distance (larga distancia) o Half Distance (media distancia).
La Unión Internacional de Triatlón (ITU en inglés) se fundó en 1989 como órgano rector internacional de este deporte, con el principal objetivo de desarrollar el triatlón. Actualmente ITU posee sus propios campeonatos mundiales de larga distancia que se celebran anualmente.
Desde su fundación, el triatlón ha crecido significativamente y en la actualidad incluye miles de carreras con cientos de miles de competidores en todo el mundo cada año. La historia del deporte está documentada en el libro de Scott Tinley, Triatlón: A Personal History (Velo Press, 2002).

## Distancias
La distancia original del triatlón, que se utiliza en los Ironman, consta de 3800 m de natación, 180 km de ciclismo y 42 km de carrera a pie. Pero esa distancia se suele acortar comúnmente a la distancia Olímpica (1500 m de natación, 40 km de ciclismo y 10 km de carrera a pie) y Sprint (750 m de natación, 20 km de ciclismo y 5 km de carrera a pie). 
Para los menores de edad se hacen distancias más cortas, conocidas como IronKid, que constan de la mitad de la distancia Sprint e incluso menores para los más pequeños (de 7 a 12 años). Otra prueba vigorosa es Half Ironman o 70.3, que consta de 1900 m de natación, 90 km de ciclismo y 21 km de carrera a pie; generalmente son pruebas clasificatorias para competir en un Ironman.
| Nombre            | Natación         | Ciclismo        | Carrera a pie       | Notas                                                                                               |
| ----------------- | ---------------- | --------------- | ------------------- | --------------------------------------------------------------------------------------------------- |
| Triatlón infantil | 200 - 500 m      | 5-15 km         | 1-5 km              | Las distancias varían por las edades de los participantes.                                          |
| Super sprint      | 250 a 500 m      | 6,5 a 13 km     | 1,7 a 3,5 km        | Regulada por la ITU.                                                                                |
| Sprint            | 750 m            | 20 km           | 5 km                | Regulada por la ITU.                                                                                |
| Short             | 900 m            | 40 km           | 10 km               | |
| Estándar          | 1500 m (0.94 mi) | 40 km (25.0 mi) | 10 km (6.25 mi)     | También conocida como distancia Olímpica o international distance. Regulada por la ITU.             |
| Media distancia   | 1900 a 3000 m    | 80 a 90 km      | 20 a 21 km<         | También llamada middle distance, halfironman o "medio ironman" o Ironman 70.3. Regulada por la ITU. |
| Larga distancia   | 1.000 a 4.000 m  | 100 a 200 km    | 10 a 42,2 km        | Regulada por la ITU.                                                                                |
| Ironman           | 3,8 km (2.4 mi)  | 180 km (112 mi) | 42,195 km (26.2 mi) | También conocida como Ironman 140.6. La distancia recorrida a pie es la del Maratón.                |

Las distancias de cada segmento son aproximadas variando ligeramente en cada prueba.
La Unión Internacional de Triatlón (ITU) sanciona y organiza las carreras de distancia olímpica cada año, que culminan en campeonato mundial de triatletas élite, junior y deportistas aficionados divididos en 5 grupos de edad. En el campeonato mundial a los triatletas élite se les permite hacer el uso de drafting en el ciclismo (pegarse tras la rueda de otro triatleta para cortar el viento), medida prohibida para los competidores en grupos por edad.
La Corporación Mundial de Triatlón (WTC) sanciona y organiza la serie de eventos Ironman y Ironman 70.3 cada año. Estas carreras sirven como eventos de clasificación para el Campeonato del Mundo que se celebra anualmente en Kailua-Kona, Hawái (octubre, Ironman) y Clearwater, Florida (noviembre, Ironman 70.3). 
Además, la ITU cuenta con una serie de triatlones de larga distancia.

## Modalidades
Existen otros deportes consistentes en realizar varias disciplinas deportivas dentro de una misma prueba que son regidas por las federaciones de triatlón. Podemos destacar el duatlón, consiste en carrera a pie - ciclismo - carrera a pie con una variante que es el duatlón de montaña, realizada en caminos no asfaltados y con una bicicleta de montaña; el acuatlón consiste en carrera a pie - natación - carrera a pie; el triatlón blanco, que se realiza en invierno, se sustituye la natación por el esquí de fondo y el cuadriatlón, que añade al triatlón el piragüismo. En el siguiente cuadro se describen las distancias específicas:
| Duatlón              | Carrera a pie-ciclismo-carrera a pie    | Sprint 5-20-2'5* Corta 10-40-5 Larga 14-60-7* |
| Triatlón             | Natación-ciclismo-carrera a pie         | Sprint 0,75-20-5 Larga 1,5-40-10              |
| Triatlón de invierno | Carrera a pie-ciclismo-esquí de fondo   | Corta 10-25-10 Larga 15-40-15                 |
| Cuadriatlón*         | Natación-piragua-ciclismo-carrera a pie | Corta 2,5-10-50-10 Larga 5-20-100-20          |
| Acuatlón             | Carrera a pie-natación-carrera a pie    | Corta 2'5-1-2'5                               |

* Modalidad o distancia diferente o no reconocida a las impuestas por la ITU
En duatlón, el evento de mayor exigencia física se conoce como el Powerman (10 km de carrera a pie, 150 km de ciclismo y otros 30 km de carrera a pie), semejante al Ironman en el triatlón.

## Reglas del triatlón
La Unión Internacional de Triatlón (ITU) es el único órgano de gobierno, responsable de las Reglas de Competición para Triatlón, Duatlón y sus otros Multisports relacionados. Los encargados de implementar y ejecutar el reglamento deportivo son los Oficiales Técnicos (T.O. por sus siglas en inglés). 
Tradicionalmente, el triatlón es un deporte individual: cada atleta compite contra-reloj para obtener la mejor marca. Como tales, los atletas no están autorizados a recibir asistencia de cualquier otra persona dentro o fuera de la carrera, con la excepción de la ayuda de los voluntarios designados por la organización del evento, quienes distribuyen alimentos y agua en el curso de la carrera. Esto afecta también a las tácticas de equipo, tales como el drafting, una táctica de la etapa del ciclismo en la que varios ciclistas van en grupo, a una cercana distancia (formando una hilera, generalmente) para reducir la resistencia del aire; tácticas como estas no están permitidas en algunas carreras, especialmente en las de mediana y larga distancia. 
Esto ha comenzado a cambiar con la introducción de triatlón en los Juegos Olímpicos. Muchas carreras de distancia olímpica, incluidas las de los Juegos Olímpicos y los eventos de la Copa Mundial de la ITU, permiten ahora el drafting durante la etapa de ciclismo. Este cambio ha suscitado un amplio debate entre la comunidad del triatlón, con la sensación de que sus partidarios, se basan en que su uso acerca más al triatlón a las normas internacionales del ciclismo, y la sensación de los opositores, quienes sostienen que este elemento elimina los logros alcanzados por un triatleta con un buen nivel de nado, ya que sus rivales con un nivel inferior de natación tendrían la posibilidad de alcanzarlo durante el ciclo del ciclismo. El drafting se permite oficialmente para los eventos profesionales a nivel de la ITU y los Juegos Olímpicos. Sin embargo, la mayor parte de los eventos de aficionados no permiten el uso del drafting por parte de los participantes.
La toma de tiempo en el triatlón está segmentado. Los resultados se publican por lo general en los sitios web oficiales, y para cada triatleta se muestra el tiempo detallado; tiempo de ciclo (con transiciones incluido); tiempo de ejecución, y el tiempo total. Algunas publicaciones incluyen la especificación del tiempo de las transiciones en forma separada.
Otras normas del triatlón varían de carrera en carrera, y, en general, las descripciones del equipo permisible (como wetsuits – traje de neopreno para el nado -, que se permiten en la etapa de natación en algunas carreras - generalmente cuando la temperatura del agua está por debajo de 78 grados Fahrenheit o 14 °C) y prohibiciones de la interferencia entre los atletas. 
Una regla importante en el ciclismo es que el competidor debe llevar su casco puesto antes de que salga del parque cerrado en que se lleva a cabo la transición, y el casco deberá permanecer puesto hasta que el competidor se baje en la segunda transición; el competidor puede retirar su casco en cualquier momento, siempre que no esté en la bicicleta (es decir, por ejemplo durante la reparación de un problema mecánico). El incumplimiento de esta norma dará lugar a la recusación. 
En las carreras organizadas por la ITU no está permitido el uso de elementos sobresalientes en las bicicletas o que no pertenezcan a su mecánica. Por lo que uso de acoples queda desestimado, así también el uso de cámaras deportivas. 
Hay otras normas que varían según la entidad organizadora, como el tiempo máximo que puede demorarse un atleta en cada etapa y, en general, en qué parte se deberá llevar puesto el número de competencia, el uso obligatorio de la gorra de natación entregado por los organizadores, la distribución de los puestos de abastecimiento hídrico y alimentario y el bloqueo de ciertos piñones de la bicicleta en categorías juveniles, entre otros.

## Categorías de triatlón
Se establece una categoría absoluta masculina y otra femenina: 
| Edad  | Categoría |
| ----- | --------- |
| 24-39 | Absoluta  |

Además  de  la  categoría  absoluta  a  la  que  pertenecen  todos  los deportistas,  estos  podrán  pertenecer  a  las siguientes categorías según sus edades e independientemente de su sexo: 
| Edad          | Categoría  |
| ------------- | ---------- |
| 14-15         | Cadetes    |
| 16-17         | Juvenil    |
| 18-19         | Júnior     |
| 20-23         | Sub-23     |
| 40-49         | Veterano 1 |
| 50-59         | Veterano 2 |
| 60 o más años | Veterano 3 |

La categoría de edad estará determinada por la edad del participante el 31 de diciembre del año en que se celebre la competición. 
Como  alternativa  a  las  categorías  relacionadas  puede  establecerse una  competición  por  grupos  de  edad.  En  este  caso  los  grupos  de edad se agruparán de la siguiente manera: 
1. xx-19 años 
2. 20-24 años 
3. 25-29 años 
4. 30-34 años, etc. 
Se  podrán  organizar  campeonatos  y  competiciones  oficiales  para  las siguientes categorías y sobre las siguientes distancias:
Cadete - Distancia Sprint
Júnior - Distancias Sprint y Estándar
En  una  competición,  todos  los  deportistas  optan  a  la  clasificación absoluta  además  de  a  la  propia  de  su  edad,  si  exístela  hubiera. Ningún  deportista  podrá  competir  en  una  categoría  diferente  a  la  de su edad.
Las Categorías en Edad Escolar:
| Edad  | Categoría    |
| ----- | ------------ |
| 7     | Pre-benjamín |
| 8-9   | Benjamín     |
| 10-11 | Alevín       |
| 12-13 | Infantil     |
| 14-15 | Cadetes      |

## Competiciones más conocidas
Cientos o tal vez miles de competiciones en triatlón se realizan cada año. Algunas de estas son legendarias y/o favoritas en la comunidad triatleta, ya que tienen una larga historia, extremas condiciones ambientales o porque son distancias largas, desafiantes físicas y psicológicamente. Algunas de estas se detallan a continuación:
- Campeonato Mundial Ironman Hawái, en Kailua-Kona, Hawái. La primera edición se celebró en 1978 en Oahu, sólo cinco años después de que el deporte del triatlón renaciese (en San Diego, California), el cual fue trasladado a Kailua-Kona, en la isla de Hawái. La etapa del ciclismo abarca más de un centenar de millas encima de la lava, en la isla grande de Hawái, donde al mediodía se encuentran temperaturas que suelen llegar a más de 110 °F (43 °C) y vientos transversales en ocasiones de 55 mph (90 kilómetros/hora). La carrera es a menudo difícil, incluso para los competidores profesionales y con experiencia en otros eventos de larga distancia.
- Ironman de Lanzarote, en Lanzarote, España. La prueba fue creada en 1992 por el Club La Santa en la ciudad sureña de Playa Blanca, Lanzarote. En esta edición participaron 148 atletas, de los cuales, 116 acabaron la carrera. En 1993, la prueba se trasladó a Puerto del Carmen, donde actualmente se disputa la prueba. La carrera se disputa a finales del mes de mayo y es una buena preparación física para Hawái, ya que para muchos triatletas, es una de las pruebas más duras del mundo.
- Triatlón de Niza, en Niza, Francia. Una carrera que existió hasta el 2002, cuando el evento fue aprobado por la WTC (siglas en inglés de la Corporación Mundial de Triatlón) como Ironman Francia. Durante el decenio de 1980 el triatlón de Niza de larga distancia (natación 4 km, ciclismo 120 km, carrera a pie 30 km) fue, junto a los campeonatos del mundo en Kona, una de las dos importantes carreras de cada año con premios en dinero y la atención de los medios de comunicación. Mark Allen ganó aquí 10 veces consecutivas.
- Escape de Alcatraz, en San Francisco, California. Esta carrera tienen distancias que están fuera del marco común utilizado, y comienzan con 1,5 millas (2,4 kilómetros) de natación en las frías aguas de la bahía de San Francisco desde la isla de Alcatraz hasta la costa, seguido de 18 millas (29 kilómetros) de ciclismo y 8 millas (13 kilómetros) de carrera a pie, en duros terrenos de la zona de la bahía. La carrera a pie incluye la famosa escalera de arena, una escalera de 400 escalones que sube por un acantilado junto a la playa.
- Challenge Roth, en Roth, Alemania. 3.7K SWIM 180K BIKE 42.2K RUN Roth (Alemania) es una de esas carreras míticas para todos los triatletas de larga distancia. Es conocida mundialmente por ser una de los triatlones de larga distancia más rápidos del mundo. Actualmente el récord lo tienen: Andreas Raelert 7.41. Chrissie Wellington 8.18.13 Posiblemente lo más es espectacular, es la gran cantidad de gente que siempre se reúne en sus alrededores a animar a todos los ciclistas.
- Triatlón Internacional de La Paz[12] . en la provincia de Entre Ríos, Argentina. La competencia se lleva adelante desde 1985. Se realiza en el mes de enero, durante 3 días consecutivos. El viernes está destinado al triatlón infantil en la modalidad no competitiva; el sábado para los amateurs con distancia sprint y estándar (olímpica); y el domingo para la categoría elite con distancia estándar. Es un evento popular que recorre las calles de la ciudad que son ambientadas para celebrar la carrera, especialmente en la disciplina de atletismo. Es conocido como "el mejor Triatlón de América".Pelotón de punta en el Triathlon Internacional de La Paz 2015, Elite femenina. Palacio, Carvallo, Biagioli

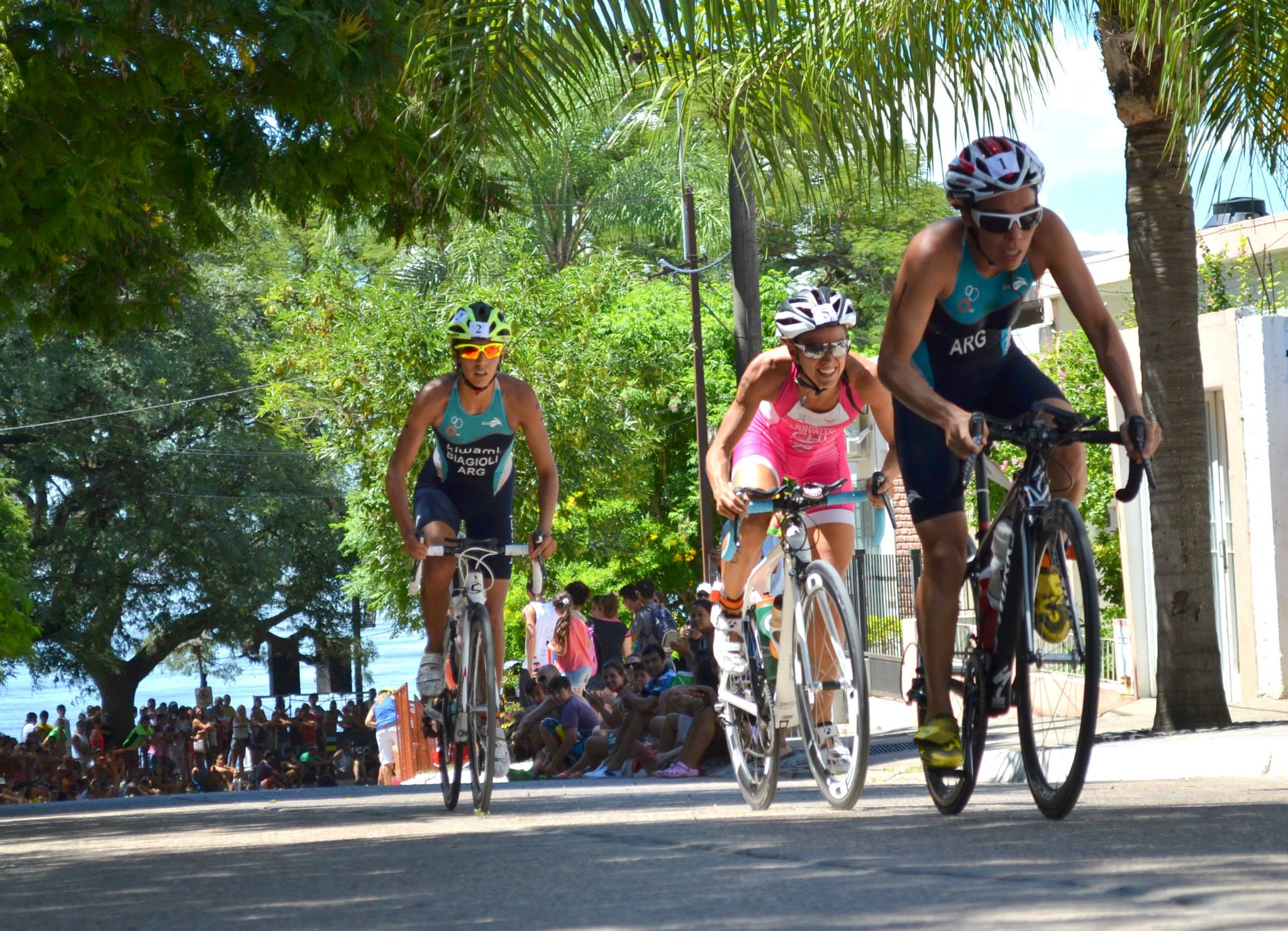
Pelotón de punta en el Triathlon Internacional de La Paz 2015, Elite femenina. Palacio, Carvallo, Biagioli